# Синкевичский сельсовет
Синкевичский сельсовет (белор. Сінкевіцкі сельсавет) — административная единица на территории Лунинецкого района Брестской области Беларуси. Административный центр — агрогородок Синкевичи.

## История
В 2017 году к территории сельсовета присоединены 7 населённых пунктов упразднённого Микашевичского сельсовета.

## Состав
Синкевичский сельсовет включает 13 населённых пунктов:
- Ваган — деревня
- Вильча — деревня
- Гряда — деревня
- Запросье — деревня
- Лутовень — деревня
- Мокрово — деревня
- Морщиновичи — деревня
- Намокрово — деревня
- Острово — деревня
- Песчаники — деревня
- Синкевичи — агрогородок
- Ситница — деревня
- Ситницкий Двор — деревня